# (2077) Kiangsu
(2077) Kiangsu es un asteroide que forma parte del grupo de los asteroides que cruzan la órbita de Marte y fue descubierto el 18 de diciembre de 1974 por el equipo del Observatorio de la Montaña Púrpura desde el observatorio homónimo de Nankín, China.

## Designación y nombre
Kiangsu se designó al principio como 1974 YA.
Más tarde fue nombrado por la provincia china de Jiangsu.

## Características orbitales
Kiangsu orbita a una distancia media de 2,326 ua del Sol, pudiendo alejarse hasta 3,017 ua y acercarse hasta 1,636 ua. Tiene una excentricidad de 0,2967 y una inclinación orbital de 28,11 grados. Emplea 1296 días en completar una órbita alrededor del Sol.

## Características físicas
La magnitud absoluta de Kiangsu es 13,6 y el periodo de rotación de 104,2 horas.